# Vreden
Vreden – miasto w Niemczech, w kraju związkowym Nadrenia Północna-Westfalia, w rejencji Münster, w powiecie Borken. Według danych na rok 2010 liczy 22 551 mieszkańców.

## Współpraca
Miejscowość partnerska:
- Elsterwerda, Brandenburgia